# Drużynowy Puchar Świata na Żużlu 2016
Drużynowy Puchar Świata 2016 – szesnasta edycja turnieju, mająca na celu wyłonić najlepszą żużlową reprezentację świata - Drużynowego Mistrza Świata. Złotego medalu broni Szwecja.

## Terminarz
| Data / wyniki        | Miejsce              |
| Runda kwalifikacyjna | Runda kwalifikacyjna |
| -------------------- | -------------------- |
| 2 czerwca 2016       | Terenzano            |
| Półfinały            |                      |
| 23 lipca 2016        | Vojens               |
| 26 lipca 2016        | Västervik            |
| Baraż                |                      |
| 29 lipca 2016        | Manchester           |
| Finał                |                      |
| 30 lipca 2016        | Manchester           |

## Runda kwalifikacyjna

### Terenzano
2 czerwca 2016
| \| Msc \| \| Drużyna / Zawodnik \| Biegi \| Punkty \| \| --- \| -------------------------------------------------------------------------------------------- \| ------------------------------------------------------ \| ------------- \| ------ \| \| 1 \| \| Niemcy \| Niemcy \| 46 \| \| 1 \| Martin Smolinski Kevin Wölbert Kai Huckenbeck Tobias Kroner - \| (2,3,2,2,3) (2,2,0,3,3) (3,1,2,3,2) (1,3,3,3,3) - \| 12 10 11 13 - \| \| \| 2 \| \| Łotwa \| Łotwa \| 31 \| \| 2 \| Maksims Bogdanovs Andžejs Ļebedevs Ķasts Puodžuks Dāvis Kurmis - \| (2,2,2,d,2) (3,2,3,4!,d,3) (1,2,1,d,2,2) (0,0,d,-,-) - \| 8 15 8 0 - \| \| \| 3 \| \| Włochy \| Włochy \| 29 \| \| 3 \| Nicolas Covatti Michele Paco Castagna Nicolas Vicentin Guglielmo Francheti Mattia Lenarduzzi \| (3,3,2,6!,3,1) (3,0,0,2,d,1) (u,1,-,0,-) (1,1,0,1,1) - \| 18 6 1 4 NS \| \| \| 4 \| \| Słowenia \| Słowenia \| 20 \| \| 4 \| Matej Žagar Matić Ivacič Nick Skorja Ziga Kovacič - \| (2,3,3,4!,1) (0,0,1,0,d) (0,1,1,1,1,w) (1,0,1,-,0) - \| 13 1 4 2 - \| \| | Bieg po biegu: 1. Castagna, Smolinski, Kovacič, Kurmis 2. Covatti, Wölbert, Puodžuks, Skorja 3. Ļebedevs, Žagar, Kroner, Vicentin (u) 4. Huckenbeck, Bogdanovs, Franchetti, Ivacič 5. Žagar, Wölbert, Franchetti, Kurmis 6. Smolinski, Puodžuks, Vicentin, Ivacič 7. Covatti, Ļebedevs, Huckenbeck, Kovacič 8. Kroner, Bogdanovs, Skorja, Castagna 9. Kroner, Covatti, Ivacič, Kurmis (d) 10. Žagar, Huckenbeck, Puodžuks, Castagna 11. Ļebedevs, Smolinski, Skorja, Franchetti 12. Covatti (6), Bogdanovs, Kovacič, Wölbert 13. Kroner, Žagar (4), Franchetti, Puodžuks (d) 14. Huckenbeck, Ļebedevs (4), Skorja, Vicentin 15. Wölbert, Castagna, Skorja, Ļebedevs (d) 16. Covatti, Smolinski, Žagar, Bogdanovs (d) 17. Kroner, Bogdanovs, Castagna (d), Skorja (w/u) 18. Smolinski, Puodžuks, Castagna, Ivacič 19. Ļebedevs, Huckenbeck, Franchetti, Kovacič 20. Wölbert, Puodžuks, Covatti, Ivacič (d) |                                                        |               |        |
| Msc | | Drużyna / Zawodnik                                     | Biegi         | Punkty |
| 1 | | Niemcy                                                 | Niemcy        | 46     |
| 1 | Martin Smolinski Kevin Wölbert Kai Huckenbeck Tobias Kroner - | (2,3,2,2,3) (2,2,0,3,3) (3,1,2,3,2) (1,3,3,3,3) -      | 12 10 11 13 - |        |
| 2 | | Łotwa                                                  | Łotwa         | 31     |
| 2 | Maksims Bogdanovs Andžejs Ļebedevs Ķasts Puodžuks Dāvis Kurmis - | (2,2,2,d,2) (3,2,3,4!,d,3) (1,2,1,d,2,2) (0,0,d,-,-) - | 8 15 8 0 -    |        |
| 3 | | Włochy                                                 | Włochy        | 29     |
| 3 | Nicolas Covatti Michele Paco Castagna Nicolas Vicentin Guglielmo Francheti Mattia Lenarduzzi | (3,3,2,6!,3,1) (3,0,0,2,d,1) (u,1,-,0,-) (1,1,0,1,1) - | 18 6 1 4 NS   |        |
| 4 | | Słowenia                                               | Słowenia      | 20     |
| 4 | Matej Žagar Matić Ivacič Nick Skorja Ziga Kovacič - | (2,3,3,4!,1) (0,0,1,0,d) (0,1,1,1,1,w) (1,0,1,-,0) -   | 13 1 4 2 -    |        |

## Półfinały

### Vojens
23 lipca 2016
| \| Msc \| \| Drużyna / Zawodnik \| Biegi \| Punkty \| \| --- \| ----------------------------------------------------------------------------------------- \| ------------------------------------------------------ \| ------------ \| ------ \| \| 1 \| \| Polska \| Polska \| 39 \| \| 1 \| Maciej Janowski Patryk Dudek Piotr Pawlicki Bartosz Zmarzlik Krystian Pieszczek \| (2,1,2,w,2) (3,3,1,2,2) (3,1,2,3,3) (1,2,3,3,w) - \| 7 11 12 9 NS \| \| \| 2 \| \| Dania \| Dania \| 36 \| \| 2 \| Kenneth Bjerre Leon Madsen Michael Jepsen Jensen Niels Kristian Iversen Frederik Jakobsen \| (2,2,d,-,2) (1,3,3,d,3) (2,2,3,w,4!,1) (2,1,w,2,3) - \| 6 10 12 8 NS \| \| \| 3 \| \| Rosja \| Rosja \| 32 \| \| 3 \| Wiktor Kułakow Emil Sajfutdinow Andriej Kudriaszow Artiom Łaguta - \| (0,1,0,-,-) (3,0,3,3,6!,3) (1,3,0,0,1,0) (0,2,2,2,2) - \| 1 18 5 8 - \| \| \| 4 \| \| Czechy \| Czechy \| 19 \| \| 4 \| Josef Franc Matěj Kůs Eduard Krčmář Václav Milík Zdeněk Holub \| (0,0,-,1,1) (1,0,1,1,-) (0,0,1,1,0) (3,3,2!,2,1,1) - \| 2 3 2 12 NS \| \| | Bieg po biegu: 1. Milík, Janowski, Madsen, Łaguta 2. Dudek, Bjerre, Kudriaszow, Krčmář 3. Sajfutdinow, Jensen, Zmarzlik, Franc 4. Pawlicki, Iversen, Kůs, Kułakow 5. Dudek, Łaguta, Iversen, Franc 6. Kudriaszow, Jensen, Janowski, Kůs 7. Milík, Bjerre, Pawlicki, Sajfutdinow 8. Madsen, Zmarzlik, Kułakow, Krčmář 9. Zmarzlik, Łaguta, Kůs, Bjerre (d/4) 10. Madsen, Pawlicki, Milík!, Kudriaszow 11. Sajfutdinow, Janowski, Krčmář, Iversen (u/w) 12. Jensen, Milík, Dudek, Kułakow 13. Zmarzlik, Iversen, Milík, Kudriaszow 14. Pawlicki, Łaguta, Krčmář, Jensen (u/w) 15. Sajfutdinow, Dudek, Kůs, Madsen (d/4) 16. Sajfutdinow!, Jensen!, Franc, Janowski (u/w) 17. Madsen, Janowski, Kudriaszow, Kůs 18. Iversen, Łaguta, Franc, Zmarzlik (w) 19. Pawlicki, Bjerre, Milík, Kudriaszow 20. Sajfutdinow, Dudek, Jensen, Krčmář |                                                        |              |        |
| Msc | | Drużyna / Zawodnik                                     | Biegi        | Punkty |
| 1 | | Polska                                                 | Polska       | 39     |
| 1 | Maciej Janowski Patryk Dudek Piotr Pawlicki Bartosz Zmarzlik Krystian Pieszczek | (2,1,2,w,2) (3,3,1,2,2) (3,1,2,3,3) (1,2,3,3,w) -      | 7 11 12 9 NS |        |
| 2 | | Dania                                                  | Dania        | 36     |
| 2 | Kenneth Bjerre Leon Madsen Michael Jepsen Jensen Niels Kristian Iversen Frederik Jakobsen | (2,2,d,-,2) (1,3,3,d,3) (2,2,3,w,4!,1) (2,1,w,2,3) -   | 6 10 12 8 NS |        |
| 3 | | Rosja                                                  | Rosja        | 32     |
| 3 | Wiktor Kułakow Emil Sajfutdinow Andriej Kudriaszow Artiom Łaguta - | (0,1,0,-,-) (3,0,3,3,6!,3) (1,3,0,0,1,0) (0,2,2,2,2) - | 1 18 5 8 -   |        |
| 4 | | Czechy                                                 | Czechy       | 19     |
| 4 | Josef Franc Matěj Kůs Eduard Krčmář Václav Milík Zdeněk Holub | (0,0,-,1,1) (1,0,1,1,-) (0,0,1,1,0) (3,3,2!,2,1,1) -   | 2 3 2 12 NS  |        |

### Västervik
26 lipca 2016
| \| Msc \| \| Drużyna / Zawodnik \| Biegi \| Punkty \| \| --- \| ---------------------------------------------------------------------------- \| ---------------------------------------------------- \| ----------------- \| ------ \| \| 1 \| \| Szwecja \| Szwecja \| 48 \| \| 1 \| Antonio Lindbäck Fredrik Lindgren Andreas Jonsson Peter Ljung Joel Andersson \| (2,3,2,3,3) (w,3,3,3,2) (3,3,2,2,3) (2,2,2,2,3) - \| 13 11 13 11 NS \| \| \| 2 \| \| Australia \| Australia \| 37 \| \| 2 \| Chris Holder Sam Masters Max Fricke Jason Doyle Brady Kurtz \| (3,2,1,2!,3) (2,1,0,0,2) (3,2,2,0,2) (2,3,3,3,1) - \| 11 5 9 12 NS \| \| \| 3 \| \| Stany Zjednoczone \| Stany Zjednoczone \| 22 \| \| 3 \| Greg Hancock Ryan Fisher Billy Janniro Ricky Wells Luke Becker \| (3,1,3,6!,2,2) (1,0,0,1,0) (1,0,1,0,0) (0,0,1,-,0) - \| 17 2 1 NS \| \| \| 4 \| \| Niemcy \| Niemcy \| 19 \| \| 4 \| Kevin Wölbert Kei Huckenbeck Tobias Kroner Martin Smolinski - \| (1,1,0,0,0) (0,0,0,-,1) (0,1,1,1,1) (1,2,3,1,4!,1) - \| 2 1 4 12 - \| \| | Bieg po biegu: 1. Hancock, Doyle, Smolinski, Lindgren (w) 2. Fricke, Lindbäck, Fisher, Kroner 3. Jonsson, Masters, Wölbert, Wells 4. Holder, Ljung, Janniro, Huckenbeck 5. Doyle, Ljung, Wölbert, Fisher 6. Jonsson, Fricke, Hancock, Huckenbeck 7. Lindbäck, Smolinski, Masters, Janniro 8. Lindgren, Holder, Kroner, Wells 9. Doyle, Lindbäck, Wells, Huckenbeck 10. Lindgren, Fricke, Janniro, Wölbert 11. Hancock, Ljung, Kroner, Masters 12. Smolinski, Jonsson, Holder, Fisher 13. Hancock(6!), Ljung, Smolinski, Fricke 14. Doyle, Jonsson, Kroner, Janniro 15. Lindgren, Smolinski(4!), Fisher, Masters 16. Lindbäck, Hancock, Holder(2!), Wölbert 17. Holder, Lindgren, Kroner, Wells 18. Lindbäck, Hancock, Doyle, Wölbert 19. Ljung, Masters, Smolinski, Fisher 20. Jonsson, Fricke, Huckenbeck, Janniro |                                                      |                   |        |
| Msc | | Drużyna / Zawodnik                                   | Biegi             | Punkty |
| 1 | | Szwecja                                              | Szwecja           | 48     |
| 1 | Antonio Lindbäck Fredrik Lindgren Andreas Jonsson Peter Ljung Joel Andersson | (2,3,2,3,3) (w,3,3,3,2) (3,3,2,2,3) (2,2,2,2,3) -    | 13 11 13 11 NS    |        |
| 2 | | Australia                                            | Australia         | 37     |
| 2 | Chris Holder Sam Masters Max Fricke Jason Doyle Brady Kurtz | (3,2,1,2!,3) (2,1,0,0,2) (3,2,2,0,2) (2,3,3,3,1) -   | 11 5 9 12 NS      |        |
| 3 | | Stany Zjednoczone                                    | Stany Zjednoczone | 22     |
| 3 | Greg Hancock Ryan Fisher Billy Janniro Ricky Wells Luke Becker | (3,1,3,6!,2,2) (1,0,0,1,0) (1,0,1,0,0) (0,0,1,-,0) - | 17 2 1 NS         |        |
| 4 | | Niemcy                                               | Niemcy            | 19     |
| 4 | Kevin Wölbert Kei Huckenbeck Tobias Kroner Martin Smolinski - | (1,1,0,0,0) (0,0,0,-,1) (0,1,1,1,1) (1,2,3,1,4!,1) - | 2 1 4 12 -        |        |

## Baraż
W zawodach barażowych wystartują drużyny, które w półfinałach zajęły drugie i trzecie miejsca. Tylko zwycięzca barażu awansuje do finału.

### Manchester (baraż)
29 lipca 2016
| \| Msc \| \| Drużyna / Zawodnik \| Biegi \| Punkty \| \| --- \| ------------------------------------------------------------------------------------------ \| --------------------------------------------------------- \| ----------------- \| ------ \| \| 1 \| \| Australia \| Australia \| 44 \| \| 1 \| Sam Masters Max Fricke Jason Doyle Chris Holder Brady Kurtz \| (3,3,2,1,3) (2,-,-,-,-) (3,3,3,3,3) (2,3,2,1,1) (2,1,1,2) \| 12 2 15 9 6 \| \| \| 2 \| \| Dania \| Dania \| 41 \| \| 2 \| Niels Kristian Iversen Leon Madsen Michael Jepsen Jensen Kenneth Bjerre Mikkel B. Andersen \| (3,3,4!,2,3,1) (1,1,1,2,2) (3,1,3,2,2) (1,0,-,3,3) - \| 16 7 11 7 NS \| \| \| 3 \| \| Rosja \| Rosja \| 32 \| \| 3 \| Grigorij Łaguta Emil Sajfutdinow Andriej Kudriaszow Artiom Łaguta Wiktor Kułakow \| (w,2,3,d,2,0) (2,2,6!,3,2) (2,1,0,-,1) (1,0,-,1,3) - \| 7 15 4 5 NS \| \| \| 4 \| \| Stany Zjednoczone \| Stany Zjednoczone \| 9 \| \| 4 \| Luke Becker Billy Janniro Broc Nicol Ryan Fisher - \| (u,0,0,0,0) (0,1,1,0,1) (0,0,0,0,d) (t,2,0,4!,0) - \| 0 3 0 6 - \| \| | Bieg po biegu: 1. Iversen, Holder, A. Łaguta, Janniro 2. Doyle, Kudriaszow, Madsen, Becker (u/4) 3. Masters, Sajfutdinow, Bjerre, Nicol 4. Jensen, Fricke, G. Łaguta (w), Fisher (t) 5. Masters, Fisher, Madsen, A. Łaguta 6. Iversen, Kurtz, Kudriaszow, Nicol 7. Holder, Sajfutdinow, Jensen, Becker 8. Doyle. G. Łaguta, Janniro, Bjerre 9. Sajfutdinow!, Iversen!, Kurtz, Becker 10. Jensen, Masters, Janniro, Kudriaszow 11. Doyle, Iversen, Sajfutdinow, Fisher 12. G. Łaguta, Holder, Madsen, Nicol 13. Bjerre, Fisher!, Holder, G. Łaguta (d/4) 14. Doyle, Jensen, A. Łaguta, Nicol 15. Sajfutdinow, Madsen, Kurtz, Janniro 16. Iversen, G. Łaguta, Masters, Becker 17. A. Łaguta, Madsen, Holder, Fisher 18. Masters, Jensen, Janniro, G. Łaguta 19. Bjerre, Kurtz, Kudriaszow, Nicol (d/4) 20. Doyle, Sajfutdinow, Iversen, Becker |                                                           |                   |        |
| Msc | | Drużyna / Zawodnik                                        | Biegi             | Punkty |
| 1 | | Australia                                                 | Australia         | 44     |
| 1 | Sam Masters Max Fricke Jason Doyle Chris Holder Brady Kurtz | (3,3,2,1,3) (2,-,-,-,-) (3,3,3,3,3) (2,3,2,1,1) (2,1,1,2) | 12 2 15 9 6       |        |
| 2 | | Dania                                                     | Dania             | 41     |
| 2 | Niels Kristian Iversen Leon Madsen Michael Jepsen Jensen Kenneth Bjerre Mikkel B. Andersen | (3,3,4!,2,3,1) (1,1,1,2,2) (3,1,3,2,2) (1,0,-,3,3) -      | 16 7 11 7 NS      |        |
| 3 | | Rosja                                                     | Rosja             | 32     |
| 3 | Grigorij Łaguta Emil Sajfutdinow Andriej Kudriaszow Artiom Łaguta Wiktor Kułakow | (w,2,3,d,2,0) (2,2,6!,3,2) (2,1,0,-,1) (1,0,-,1,3) -      | 7 15 4 5 NS       |        |
| 4 | | Stany Zjednoczone                                         | Stany Zjednoczone | 9      |
| 4 | Luke Becker Billy Janniro Broc Nicol Ryan Fisher - | (u,0,0,0,0) (0,1,1,0,1) (0,0,0,0,d) (t,2,0,4!,0) -        | 0 3 0 6 -         |        |

## Finał
W zawodach finałowych wystartowali zwycięzcy półfinałów, barażu oraz drużyna gospodarzy.

### Manchester (finał)
30 lipca 2016
| \| Msc \| \| Drużyna / Zawodnik \| Biegi \| Punkty \| \| --- \| ---------------------------------------------------------------------------------- \| ------------------------------------------------------ \| --------------- \| ------ \| \| 1 \| \| Polska \| Polska \| 39 \| \| 1 \| Piotr Pawlicki Bartosz Zmarzlik Patryk Dudek Krzysztof Kasprzak Krystian Pieszczek \| (0,3,2,2,3) (1,3,3,1,3) (3,1,1,2,3) (1,3,2,0,2) - \| 10 11 10 8 NS \| \| \| 2 \| \| Wielka Brytania \| Wielka Brytania \| 32 \| \| 2 \| Craig Cook Tai Woffinden Daniel King Robert Lambert Adam Ellis \| (1,0,0,3,1) (3,2,3,6!,3,2) (t,0,-,2,3) (1,1,0,1,0) - \| 5 19 5 3 NS \| \| \| 3 \| \| Szwecja \| Szwecja \| 30 \| \| 3 \| Andreas Jonsson Antonio Lindbäck Peter Ljung Fredrik Lindgren Joel Andersson \| (3,2,0,1,2) (3,2,1,0,-) (2,1,1,1,1) (2,2,1,3,1,1) - \| 8 6 10 NS \| \| \| 4 \| \| Australia \| Australia \| 22 \| \| 4 \| Jason Doyle Josh Grajczonek Chris Holder Sam Masters Brady Kurtz \| (0,3,2,w!,2) (0,0,-,-,0) (2,1,2,3,2,0) (2,0,3,0,0,0) - \| 7 0 10 5 NS \| \| | Bieg po biegu: 1. Woffinden, Lindgren, Kasprzak, Doyle 2. Dudek, Ljung, Cook, Grajczonek 3. Jonsson, Masters, Zmarzlik, King (t) 4. Lindbäck, Holder, Lambert, Pawlicki 5. Kasprzak, Jonsson, Lambert, Grajczonek 6. Doyle, Lindbäck, Dudek, King 7. Zmarzlik, Lindgren, Holder, Cook 8. Pawlicki, Woffinden, Ljung, Masters 9. Masters, Kasprzak, Lindbäck, Cook 10. Woffinden, Holder, Dudek, Jonsson 11. Zmarzlik, Doyle, Ljung, Lambert 12. Woffinden(6!), Pawlicki, Lindgren, Masters 13. Lindgren, Dudek, Lambert, Masters 14. Holder, King, Ljung, Kasprzak 15. Woffinden, Holder, Zmarzlik, Lindbäck 16. Cook, Pawlicki, Jonsson, Doyle (w!) 17. Dudek, Doyle, Ljung, Lambert 18. Zmarzlik, Jonsson, Cook, Masters 19. King, Kasprzak, Lindgren, Grajczonek 20. Pawlicki, Woffinden, Lindgren, Holder |                                                        |                 |        |
| Msc | | Drużyna / Zawodnik                                     | Biegi           | Punkty |
| 1 | | Polska                                                 | Polska          | 39     |
| 1 | Piotr Pawlicki Bartosz Zmarzlik Patryk Dudek Krzysztof Kasprzak Krystian Pieszczek | (0,3,2,2,3) (1,3,3,1,3) (3,1,1,2,3) (1,3,2,0,2) -      | 10 11 10 8 NS   |        |
| 2 | | Wielka Brytania                                        | Wielka Brytania | 32     |
| 2 | Craig Cook Tai Woffinden Daniel King Robert Lambert Adam Ellis | (1,0,0,3,1) (3,2,3,6!,3,2) (t,0,-,2,3) (1,1,0,1,0) -   | 5 19 5 3 NS     |        |
| 3 | | Szwecja                                                | Szwecja         | 30     |
| 3 | Andreas Jonsson Antonio Lindbäck Peter Ljung Fredrik Lindgren Joel Andersson | (3,2,0,1,2) (3,2,1,0,-) (2,1,1,1,1) (2,2,1,3,1,1) -    | 8 6 10 NS       |        |
| 4 | | Australia                                              | Australia       | 22     |
| 4 | Jason Doyle Josh Grajczonek Chris Holder Sam Masters Brady Kurtz | (0,3,2,w!,2) (0,0,-,-,0) (2,1,2,3,2,0) (2,0,3,0,0,0) - | 7 0 10 5 NS     |        |